# Hipposideros lamottei
Hipposideros lamottei (Brosset, 1985) è un pipistrello della famiglia degli Ipposideridi endemico della Guinea.

## Descrizione

### Dimensioni
Pipistrello di medie dimensioni, con la lunghezza dell'avambraccio tra 55 e 57 mm, la lunghezza della coda tra 34,6 e 39 mm, la lunghezza del piede tra 8,2 e 9,6 mm, la lunghezza delle orecchie tra 14 e 16 mm.

### Aspetto
La pelliccia è densa e fine. Il colore generale del corpo è marrone. È presente una fase arancione. Le orecchie sono relativamente corte, larghe e ben separate tra loro. La foglia nasale presenta una porzione anteriore larga con due fogliette supplementari su ogni lato, un setto internariale che non copre le narici, una porzione posteriore non divisa in setti e con il bordo superiore dritto. Le membrane alari sono bruno-nerastre. La coda è lunga e si estende leggermente oltre l'ampio uropatagio. Il primo premolare superiore è piccolo e situato lungo la linea alveolare.

## Biologia

### Comportamento
Vive nelle grotte e in tunnel minerari, associati ad altri pipistrelli del genere Hipposideros ed alcuni rossetti.

### Alimentazione
Si nutre di insetti.

### Riproduzione
Femmine catturate in dicembre non erano gravide.

## Distribuzione e habitat
Questa specie è conosciuta soltanto in due località vicino al Monte Nimba tra la Guinea e la Liberia.
Vive nelle foreste degradate e in praterie afroalpine tra 500 e 1.400 metri di altitudine.

## Conservazione
La IUCN Red List, considerato l'areale limitato ad una sola località e il continuo declino nell'estensione e nella qualità del proprio habitat, classifica H.lamottei come specie in grave pericolo (CR).